# Sphagnum versiporum
Sphagnum versiporum är en bladmossart som beskrevs av Warnstorf 1911. Sphagnum versiporum ingår i släktet vitmossor, och familjen Sphagnaceae. Inga underarter finns listade i Catalogue of Life.